# Château de Saint-Loup-de-Varennes
Le château de Saint-Loup-de-Varennes est situé sur la commune de Saint-Loup-de-Varennes en Saône-et-Loire, dans la région Bourgogne-Franche-Comté.

## Historique
Il fait l’objet d’une inscription au titre des monuments historiques depuis le 25 mai 2009.

## Annexe